# Mamertins
Mamertins (en osc mamertini, fills de Mart) era el nom que van prendre els habitants de Messana a partir del segle iii aC quan uns mercenaris van assumir el poder a la ciutat.

## Context històric
A finals del segle iii aC els romans controlaven tota la península Itàlica, després d'haver derrotat els seus enemics, com ara els samnites i la lliga llatina, i d'haver refusat la invasió de Pirros de l'Epir. Cartago era la potència militar i comercial de la Mediterrània occidental. La seva capital, situada en el que avui és Tunísia, era el centre d'un imperi que controlava la costa nord d'Àfrica, Sicília, parts de la península Ibèrica, Còrsega i Sardenya.

## La presa de Messana pels mamertins
A la mort d'Agàtocles de Siracusa el 289 aC, les seves bandes de mercenaris, majoritàriament procedents de Campània o almenys de tribus osques, van ser expulsades pels siracusans aliats amb els cartaginesos. Alguns van tornar a la seva pàtria, però altres es van refugiar a la ciutat de Messana, que els va acollir hospitalàriament i una vegada dins es van girar contra els seus protectors i es van apoderar de la ciutat, massacrant una majoria d'habitants, cap a l'any 282 aC. Els mercenaris es van fer dir mamertins (Μαμερτῖνοι), que vol dir "fills de Mart" (el nom osc de Mart era "Mamers", que es troba també al llatí antic), segons Diodor de Sicília i Marc Terenci Varró. La ciutat, però, es va continuar anomenant Messana, tot i que van intentar canviar el seu nom per Mamertina. Ciceró, de fet, en diversos escrits l'anomena Mamertina civitas. El nom de mamertins es va aplicar amb el temps als habitants de la ciutat en general.

## La guerra amb Pirros de l'Epir
Els mamertins van estendre el seu poder a l'angle nord-est de Sicília i es van fer amos de diverses fortaleses i ciutats. L'ocupació de Rhègion va reforçar la seva posició, que només es va veure alterada per l'arribada de Pirros de l'Epir el 278 aC. Els mamertins es van aliar amb els cartaginesos contra el rei, però en debades. Pirros va derrotar els mamertins i els va ocupar diverses fortaleses, però no va atacar Messana mateix. Quan Pirros va tornar a Itàlia, els mamertins van enviar un exèrcit que el va atacar per sorpresa en la seva marxa i li va provocar pèrdues greus, segons diu Plutarc.

## La guerra amb Hieró de Siracusa
Tot seguit, els mamertins es van enfrontar amb Hieró II, que poc després de la sortida de Pirros havia assolit el poder a la ciutat de Siracusa i els seus aliats. El 271 aC, Rhègion va caure en mans dels romans i llavors Hieró va envair Messana, va conquerir Miles i va derrotar els mamertins a la riba del Longanos (Longanus), fent una matança tan gran que la mateixa Messana va estar a punt de rendir-se sense lluitar, cosa que no va fer per l'oportuna arribada d'una força cartaginesa comandada per Hanníbal, diuen Polibi i Diodor de Sicília.

## L'aliança amb Roma
Els fets posteriors són poc coneguts. Els mamertins van considerar que no podien fer front tot sols a Hieró i una part dels seus dirigents es decantava per una aliança amb Cartago i una altra per l'aliança amb Roma. Els darrers es van imposar i van enviar una ambaixada a demanar ajut als romans. Roma no podia permetre l'extensió de la influència de Cartago i reaccionà acceptant l'aliança amb els mamertins. La intervenció romana va ser l'origen de la Primera Guerra Púnica el 264 aC. Abans de l'arribada de l'ajut promès de Roma, el partit cartaginès havia tornat a imposar-se i la ciutadella estava ocupada per una guarnició cartaginesa. Els mateixos mamertins la van expulsar a l'arribada de Gai Claudi, i poc després el cònsol Api Claudi Càudex va desembarcar a Messana i va expulsar successivament els cartaginesos i a Hieró, que poc abans havien conclòs una aliança contra els mamertins, i van assetjar la ciutat amb les seves forces combinades. Roma desplegà tropes a Sicília. Era el primer cop que les legions actuaven fora d'Itàlia. Messana estava ara protegida per una guarnició romana i, durant tot el curs de la guerra, va continuar sent una de les seves fortaleses principals i el principal port de les seves flotes. Obligaren Siracusa a unir-se a l'aliança i, d'aquesta manera, la guerra va quedar reduïda a una disputa entre Roma i Cartago.
En endavant, els mamertins van tenir la condició d'aliats de Roma, fins que van obtenir la ciutadania romana a finals del segle i aC i van desaparèixer com a grup separat.